# Guadalest
Guadalest község Spanyolországban, Alicante tartományban. Lakosainak száma 282 fő (2024). Guadalest Benimantell, Bolulla, Callosa d’en Sarrià, Castell de Castells és Polop községekkel határos.

## Népesség
A település lakosságának változását az alábbi diagram mutatja:
| Lakosok száma | 192  | 204  | 204  | 231  | 240  | 226  | 220  | 217  | 243  | 282  |
|               | 2001 | 2004 | 2006 | 2009 | 2011 | 2014 | 2016 | 2019 | 2021 | 2024 |